# Saint-Ismier
 Saint-Ismier  es una población y comuna francesa, en la región de Ródano-Alpes, departamento de Isère, en el distrito de Grenoble. Es el chef-lieu y mayor población del cantón de Saint-Ismier.

## Demografía
| 1185 | 1687 | 3085 | 4472 | 5292 | 5935 |
| Para los censos de 1962 a 1999 la población legal corresponde a la población sin duplicidades (Fuente: INSEE [Consultar]) |      |      |      |      |      |